# Município de Pulaski (condado de Williams, Ohio)
O município de Pulaski (em inglês: Pulaski Township) é um município localizado no condado de Williams no estado estadounidense de Ohio. No ano de 2010 tinha uma população de 2.357 habitantes e uma densidade populacional de 29,73 pessoas por km².

## Geografia
O município de Pulaski encontra-se localizado nas coordenadas 41° 28′ 06″ N, 84° 30′ 50″ O. Segundo a Departamento do Censo dos Estados Unidos, o município tem uma superfície total de 79.29 km², da qual 79.1 km² correspondem a terra firme e (0.25%) 0.2 km² é água.

## Demografia
Segundo o censo de 2010, tinha 2.357 habitantes residindo no município de Pulaski. A densidade populacional era de 29,73 hab./km². Dos 2.357 habitantes, o município de Pulaski estava composto pelo 96.99% brancos, o 0.25% eram afroamericanos, o 0.13% eram amerindios, o 0.68% eram asiáticos, o 0.04% eram insulares do Pacífico, o 1.27% eram de outras raças e o 0.64% pertenciam a duas ou mais raças. Do total da população o 3.86% eram hispanos ou latinos de qualquer raça.